# Sphaerioeme rubristerna
Sphaerioeme rubristerna är en skalbaggsart som beskrevs av Martins och Dilma Solange Napp 1992. Sphaerioeme rubristerna ingår i släktet Sphaerioeme och familjen långhorningar.
Artens utbredningsområde är Surinam. Inga underarter finns listade i Catalogue of Life.